# بیجارباغ
بیجارباغ، روستایی از توابع بخش مرکزی شهرستان لاهیجان در استان گیلان ایران است.

## جمعیت
این روستا در دهستان لیل قرار دارد و براساس سرشماری مرکز آمار ایران در سال ۱۳۸۵، جمعیت آن ۳۳۶ نفر (۱۰۴خانوار) بوده‌است.